# Edward Barnard

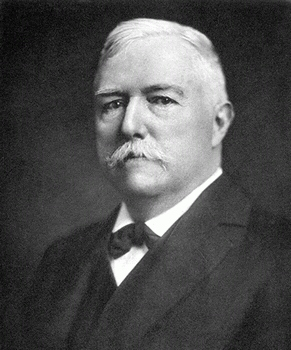
Edward Emerson Barnard

Edward Emerson Barnard (* 16. Dezember 1857 in Nashville, Tennessee; † 6. Februar 1923 in Williams Bay, Wisconsin) war ein US-amerikanischer Astronom. Er war einer der Pioniere der Astrofotografie, insbesondere die der Milchstraße. Viele seiner Aufnahmen von Emissions- und Dunkelnebeln sind bis heute unübertroffen.

## Vom Autodidakten zum Berufsastronomen
Edward Barnard wurde als Sohn von Reuben Barnard und Elizabeth Jane geb. Haywood geboren. Sein Vater starb vor seiner Geburt, und der Sohn wuchs in ärmlichen Verhältnissen auf. Im Alter von neun Jahren wurde er Helfer in einem Fotostudio und erwies sich als technisch begabt. Als er auf der Straße eine beschädigte Linse fand, baute er damit sein erstes Fernrohr und begann mit Himmelsbeobachtungen.
Barnard war Autodidakt und konnte sich erst 1876 ein 5-Zoll-Teleskop kaufen; die 380 $ waren sein halber Jahresverdienst. Fünf Jahre später entdeckte er seinen ersten Kometen. In den folgenden Jahren war Barnard als Kometensucher so erfolgreich, dass er von den Prämien, die ein Sponsor für (US-amerikanische) Kometenentdeckungen ausgesetzt hatte, ein Haus für sich und seine junge Frau finanzieren konnte. Ein besonderer Fall war der von ihm 1885 entdeckte Komet 1886 II, dessen Bahn sich durch Bahnstörungen von einer langgestreckten Ellipse zu einer Hyperbelbahn wandelte.
Bei einer wissenschaftlichen Tagung lernte er Simon Newcomb kennen, der den wissenshungrigen jungen Mann motivierte, Mathematik zu lernen. Gleichzeitig erhielt er ein Stipendium für ein Studium an der Vanderbilt University, das er mit 30 Jahren abschloss. Während dieser Zeit betreute er auch das dortige Vanderbilt University Observatory. Danach wurde er 1888 Mitarbeiter am neu eingerichteten Lick-Observatorium mit dem damals weltgrößten 36 Zoll-Riesenteleskop.

## Fotografische Milchstraßenforschung
1892 beobachtete er eine Nova und registrierte dabei als Erster eine sich ausdehnende Gaswolke. Hieraus leitete er ab, dass es sich um die Explosion eines Sterns handeln müsse. Im selben Jahr entdeckte er den fünften Jupitermond (Amalthea) – die erste Entdeckung eines Jupitermondes seit Galileo Galilei im Jahr 1610 – und gleichzeitig die letzte (?) derartige Entdeckung mittels visueller Beobachtung. Bald unternahm er erste Versuche in der Himmelsfotografie und entdeckte vier weitere kleine Jupitermonde.

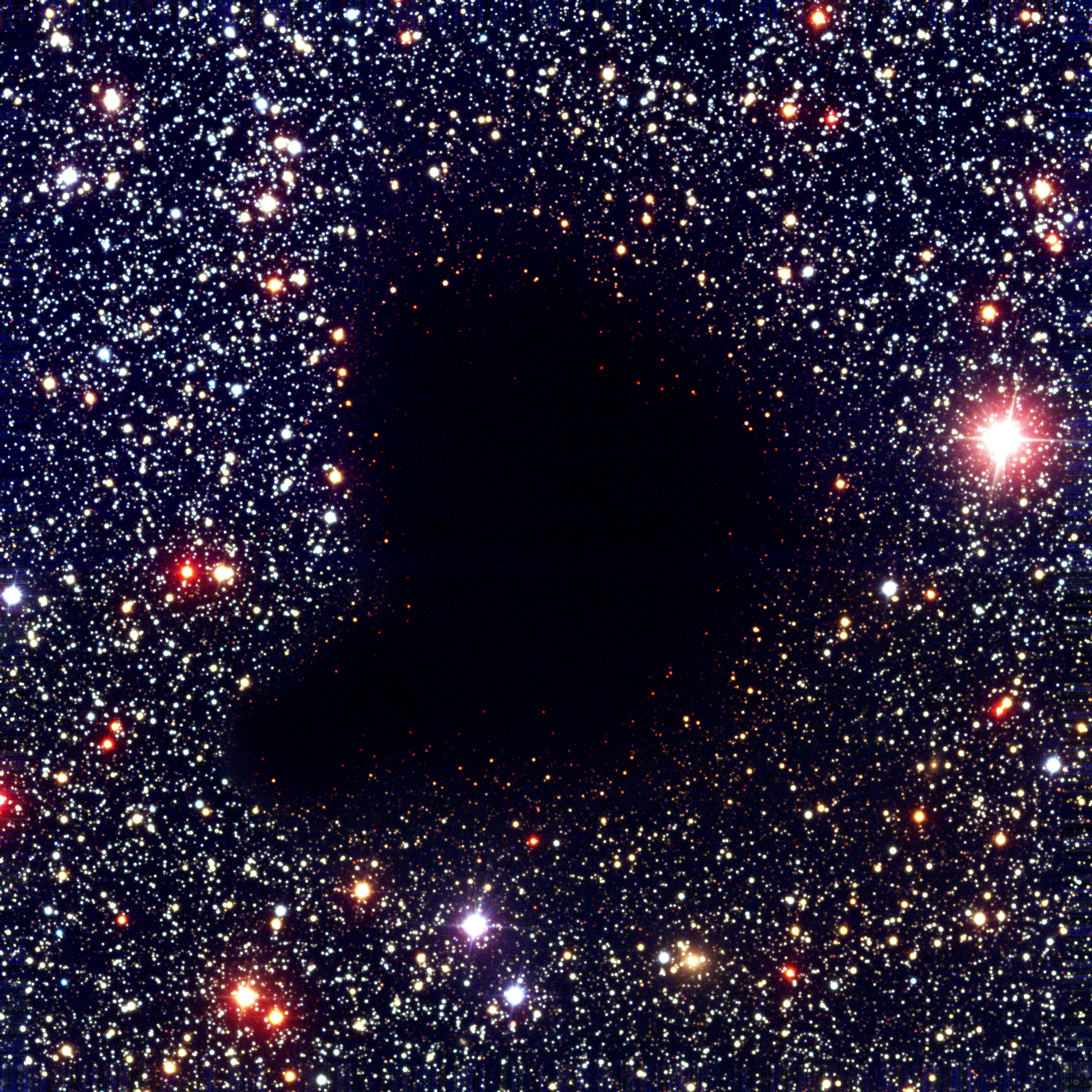
Die Dunkelwolke Barnard 68 im Ophiuchus. Aufnahme des VLT 1999

1895 wurde Barnard Professor für Astronomie an der Universität Chicago. Zwei Jahre später wechselte er aus fachlichen und persönlichen Gründen zum Yerkes-Observatorium unter George Ellery Hale. Dort waren jedoch die atmosphärischen Bedingungen für seine geplante fotografische Milchstraßen-Durchmusterung nicht so günstig. So versuchte er 1904, die Mittel zu erhalten, um diese Aufnahmen auf dem Mount Wilson zu machen, wo Hale ein Sonnenobservatorium plante. Im Januar 1905 war es soweit: Mit dem Catherine-Bruce-Doppelastrografen mit der 10-Zoll-Optik (?) von John Brashear gelangen ihm die ersten langbelichteten Fotos. Bis zum Spätsommer produzierte er 480 Aufnahmen von hervorragender Qualität und in den Folgejahren insgesamt 4000. Sie wurden die Basis für seine Entdeckung (die er sich mit Max Wolf teilte), dass bestimmte dunkle Gebiete in der Milchstraße nicht Löcher im Sternenschleier sind, sondern im Gegenteil fein verteilte, aber ausgedehnte Staubmassen, die das Licht der dahinter liegenden Sterne absorbieren. In der Folge erstellte er einen Katalog derartiger Dunkelwolken, den Barnard-Katalog.
1916 entdeckte Barnard den schnellsten bekannten Schnellläufer unter den Fixsternen, den „Barnardschen Pfeilstern“. Dieser ist bislang mit einer Entfernung von 5,94 Lichtjahren der unserem Sonnensystem zweitnächste Fixstern (nach Alpha Centauri mit 4,22 LJ). Weiters entdeckte er den großen Emissionsnebel, der den Orion-Komplex einhüllt („Barnard’s Loop“), sowie die nach ihm benannte Barnards Galaxie im Sternbild Schütze, die nahe Zwerggalaxie NGC 6822.

## Auszeichnungen und Ehrungen
- 1892 Mitglied der American Academy of Arts and Sciences
- 1897 Goldmedaille der Royal Astronomical Society
- 1903 Mitglied der American Philosophical Society
- 1906 Jules-Janssen-Preis
- 1911 Mitglied der National Academy of Sciences
- 1917 Bruce Medal

Nach E.E. Barnard sind benannt:
- der Asteroid (819) Barnardiana (1916 von Max Wolf entdeckt)
- der Mondkrater Barnard
- der Krater Barnard auf dem Mars
- ein Gebiet auf dem Jupitermond Ganymed.
- Barnards Galaxie
- Barnards Stern